# 瑪瑞亞·達波
瑪瑞亞·達波（Maryam d'Abo，1960年12月27日—），英國电影女演员，以飾演1987年的007系列電影黎明生機中的龐德女郎卡拉·米洛維而聞名。

## 早年生活
瑪瑞亞生於倫敦，父親是出身自劍橋郡地主家庭的英荷混血兒彼得·克勞德·霍蘭德·達博（Peter Claude Holland d'Abo），母親尼諾·克維尼塔澤（Nino Kvinitadze）是格魯吉亞將軍喬治·克維尼塔澤之女。瑪瑞亞的童年在巴黎和日內瓦渡過
。她在18歲時返回倫敦主修戲劇，一年後輟學出道。